# Estación de investigación de la Isla Bird

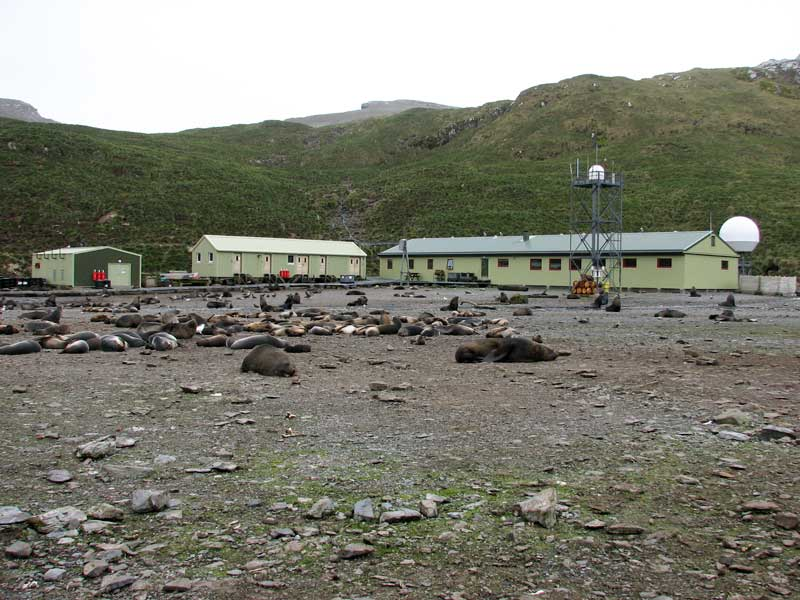
Estación de Investigación de la Isla Bird.

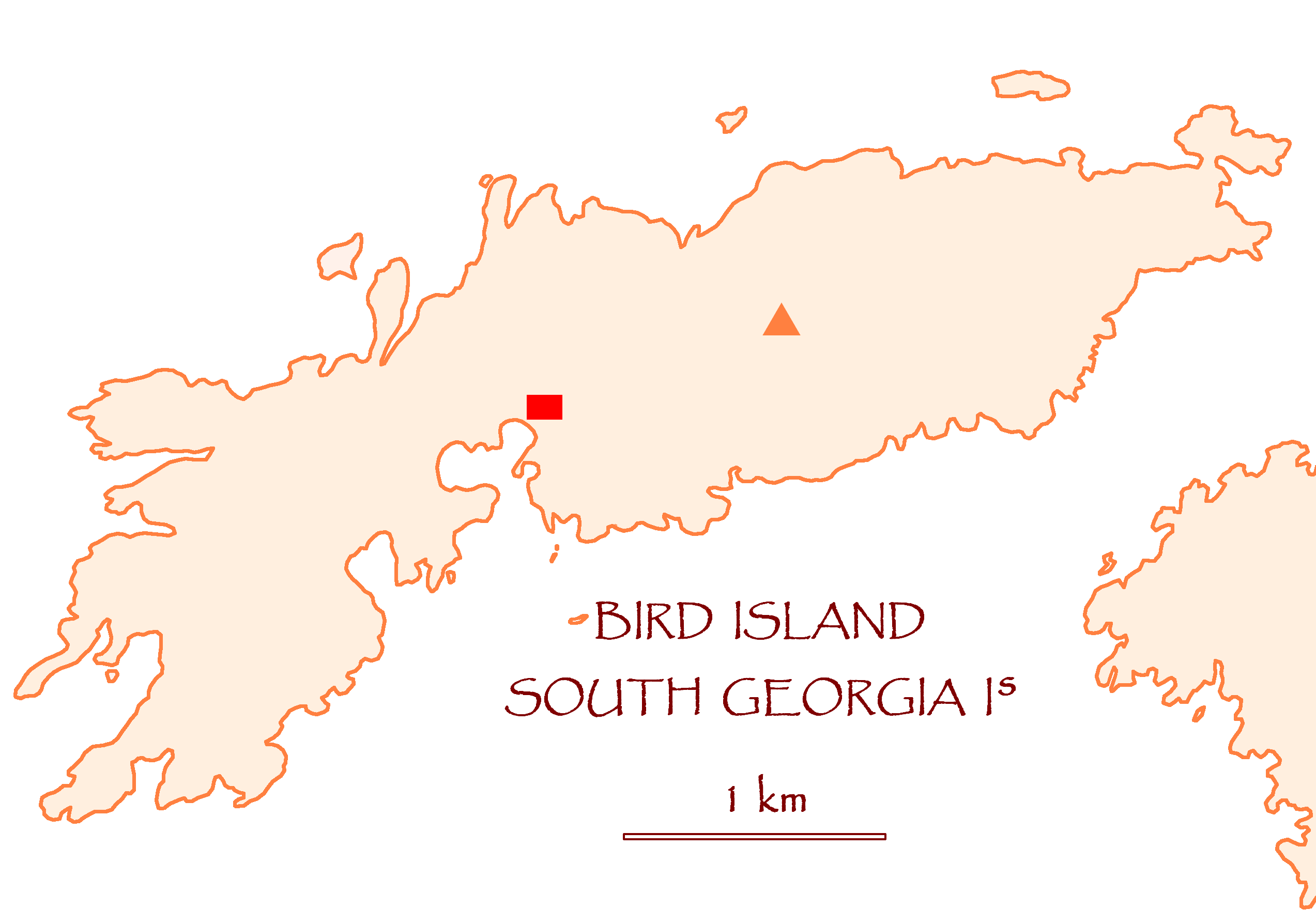
Isla Pájaro (Bird).

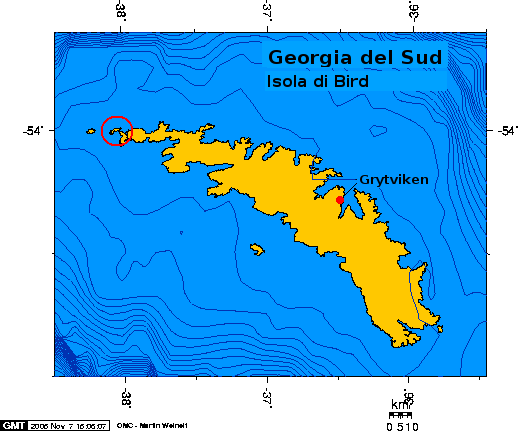
Localización de la isla Pájaro (Bird) en las Georgias del Sur.

La estación de investigación de la Isla Bird (en inglés: Bird Island Research Station y antes Station BI) es una base del British Antarctic Survey (BAS) ubicada en la costa de la caleta Agua Fresca dentro de la ensenada Jordan en el centro de la isla Pájaro (o Bird), extremo noroeste de las islas Georgias del Sur.
La isla Pájaro/Bird ha sido designada por el Reino Unido como un sitio de especial interés científico encuadrado en la Falkland Island Dependencies Conservation Ordinance de 1975. También fue designada como un área especialmente protegida dentro del South Georgia Environmental Management Plan del gobierno británico que administra las islas Georgias del Sur. Por esta razón este gobierno exige su permiso para el ingreso de cualquier persona a la isla, y el BAS debe obtener anualmente la renovación de su permiso para mantener su estación de investigación.
El propósito de esta estación es la investigación biológica de las focas y aves marinas y de la dinámica del ecosistema del océano austral. Se ocupa también de prevenir el ingreso de ratas a la isla, que a diferencia de la isla San Pedro, se mantiene libre de ellas. La estación fue ocupada intermitentemente entre 1957 y 1982, pero a partir del 22 de septiembre de 1982 ha tenido ocupación permanente. Solo es accesible por lanchas o helicópteros.
La ensenada Jordan fue ocupada por equipos de investigación estival entre 1957–1964 y 1971–1982. Los biólogos monitoreaban las aves marinas de la isla. La primera cabaña permanente (conocida como Bonner’s Bothy) fue construida el 24 de noviembre de 1958 por el gobierno británico de las islas Malvinas. En diciembre de 1962 el Programa Antártico de los Estados Unidos (USARP) construyó dos cabañas que luego fueron usadas por miembros del BAS. Una de ellas fue conocida como Lönnberg House.
Una nueva cabaña fue construida en octubre de 1981 por el equipo invernal. Cuando durante la guerra de las Malvinas tropas de la Armada Argentina ocuparon las islas Georgias del Sur en 1982 la dotación invernal fue evacuada el 1 de abril por el HMS Endurance. La estación fue reabierta el 22 de septiembre de 1982. El nuevo edificio fue denominado Beck House. Este edificio posee dormitorios, laboratorio y espacio para oficinas para 8 personas. Otro edificio fue terminado entre 1995 y 1996 conteniendo laboratorios y áreas de almacenaje. Una extensión de la Beck House fue construida en la temporada 1996 - 1997, siendo denominada Prince House. En junio de 2005 fue construido un nuevo edificio, que mantuvo el nombre de la demolida Prince House.
Desde 2005 la estación tiene capacidad para albergar a 10 personas. Normalmente hay 3 zoólogos y un técnico de mantenimiento durante el invierno. Entre octubre y abril el personal pasa a 10.
Cabañas de campo y campamentos dependientes de la estación de investigación han existido o existen cerca de las colonias de cría de aves marinas y focas, entre ellas: Gazella Peak, Molly Hill, Wanderer Ridge, Johnson Gentoo Colony, Top Meadows (dos localizaciones), Colony B, Special Study Beach, Colony J, Fairy Point.